# 22758 Lemp
22758 Lemp este un asteroid din centura principală de asteroizi.

## Descriere
22758 Lemp este un asteroid din centura principală de asteroizi. A fost descoperit pe 21 noiembrie 1998 la Socorro, New Mexico, în cadrul proiectului LINEAR. Asteroidul prezintă o orbită caracterizată de o semiaxă mare de 2,30 ua, o excentricitate de 0,13 și o înclinație de 1,8° în raport cu ecliptica.